# Bradfordmetoden
Bradfordmetoden eller Bradfords metod är en typ av biokemisk metod för att mäta koncentrationen av protein i ett prov. Den bygger på att man utnyttjar absorptionsspektrum hos aromatiska aminosyror. Färgämnet Coomassie Brilliant blue G-250 används som byter absorbans från 465 till 595 nm när dess anjon binder till proteiner i sur lösning.